# Повне секвенування геному

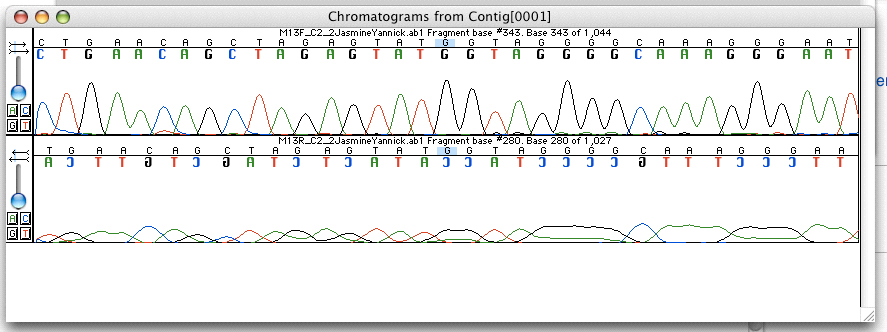
Електроферограми зазвичай використовуються для секвенування частин геномів.

Схематична каріограма людини, яка показує огляд геному людини з 22 гомологічними хромосомами, жіночою (XX) і чоловічою (XY) версіями статевої хромосоми (внизу праворуч), а також мітохондріальним геномом (у масштабі внизу ліворуч)

Повне секвенування генома (англ. Whole genome sequencing, або WGS) — це процес одноразового визначення всієї або майже всієї послідовності ДНК геному організму. Він передбачає секвенування всієї хромосомної ДНК організму, а також ДНК, що міститься в мітохондріях, а для рослин також у хлоропласті.
Повне секвенування генома в основному використовувалося як інструмент дослідження в наукових цілях, але також було консультативно введено в лікарні США для виявлення причин захворювань та методів їх лікування з 2014 року. У майбутньому при широкому застосуванні персоналізованої медицини дані про послідовність повного геному можуть бути важливим інструментом для терапевтичного втручання. Секвенування генів на рівні однонуклеотидного поліморфізму також використовується для точного визначення функціональних певних варіантів із генетичних асоціацій та покращення знань, доступних дослідникам, які цікавляться еволюційною біологією, і, отже, може закласти основу для прогнозування сприйнятливості до захворювань і реакції на ліки.
Повне секвенування генома не слід плутати з генетичним фінґерпринтингом, яке лише визначає ймовірність того, що генетичний матеріал походить від конкретної особи чи групи, і не містить додаткової інформації про генетичні зв'язки, походження чи схильність до конкретних захворювань. Крім того, повне секвенування геному не слід плутати з методами, які секвенують конкретні підмножини геному — такі методи включають секвенування всього екзома (1–2 % геному) або генотипування.

## Історія

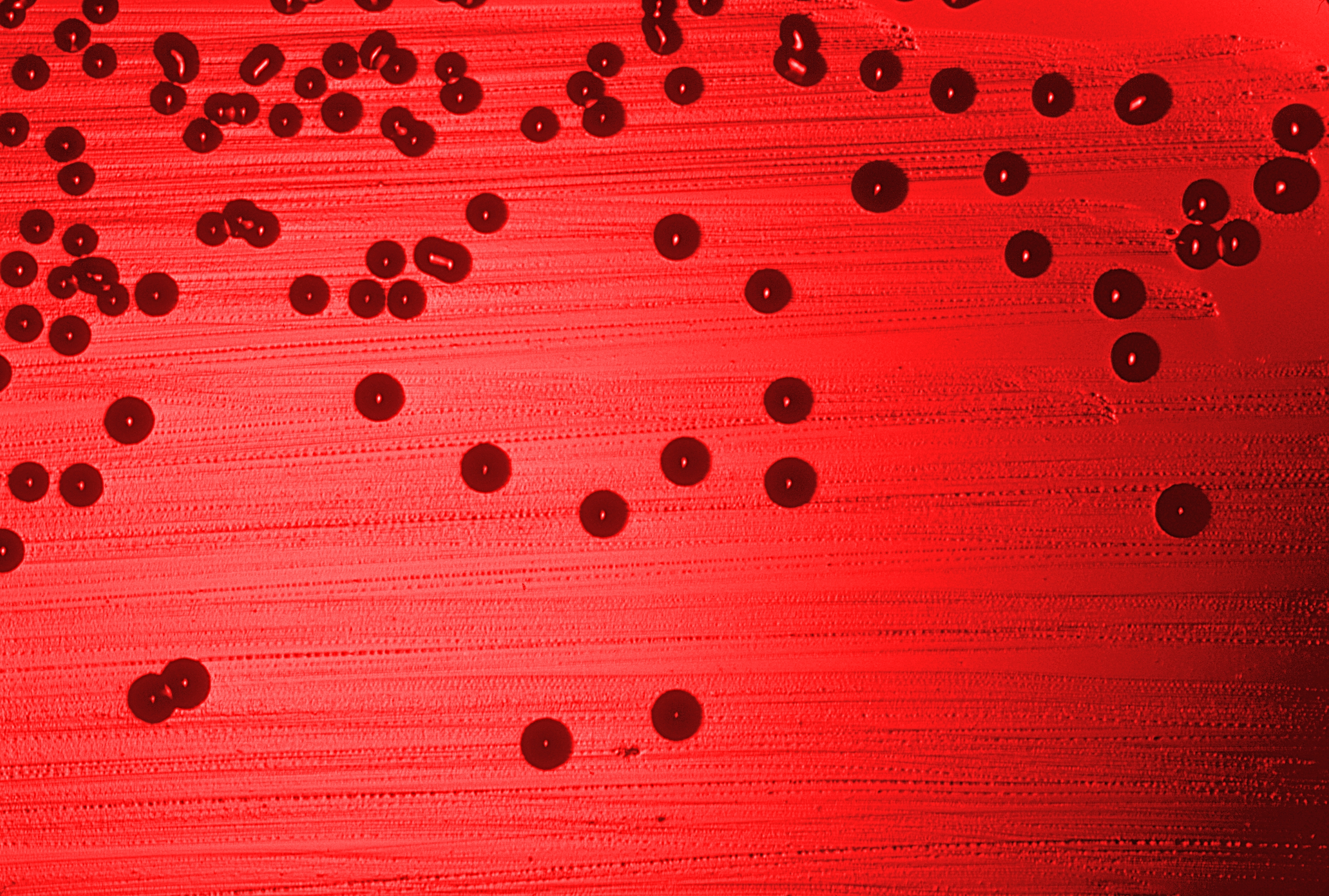
Перший повний геном бактерії, який було секвеновано, був зроблений бактерії Haemophilus influenzae.

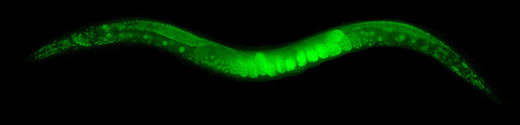
Черв'як Caenorhabditis elegans був першою твариною, геном якої повністю секвенований.

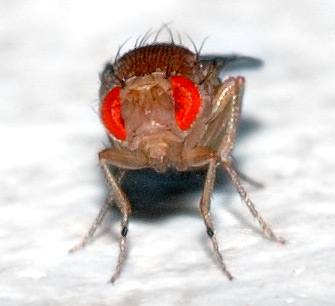
Повний геном ' Drosophila melanogaster секвенували у 2000 році.

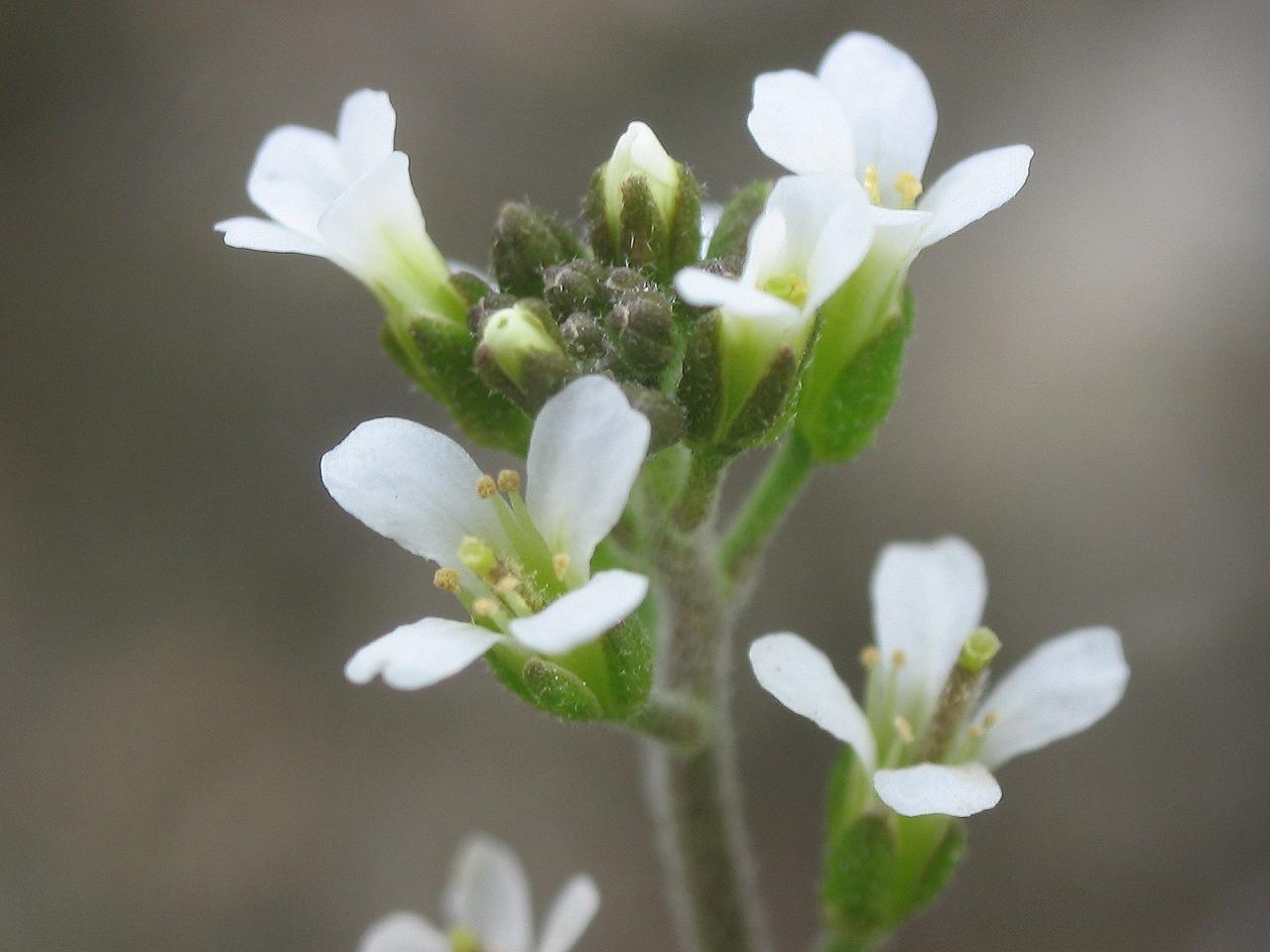
Першим секвенованим геномом рослин був в Arabidopsis thaliana.

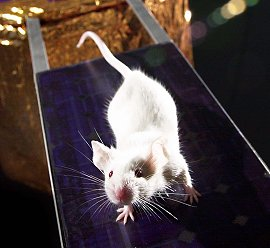
Геном лабораторної миші Mus musculus був опублікований у 2002 році.

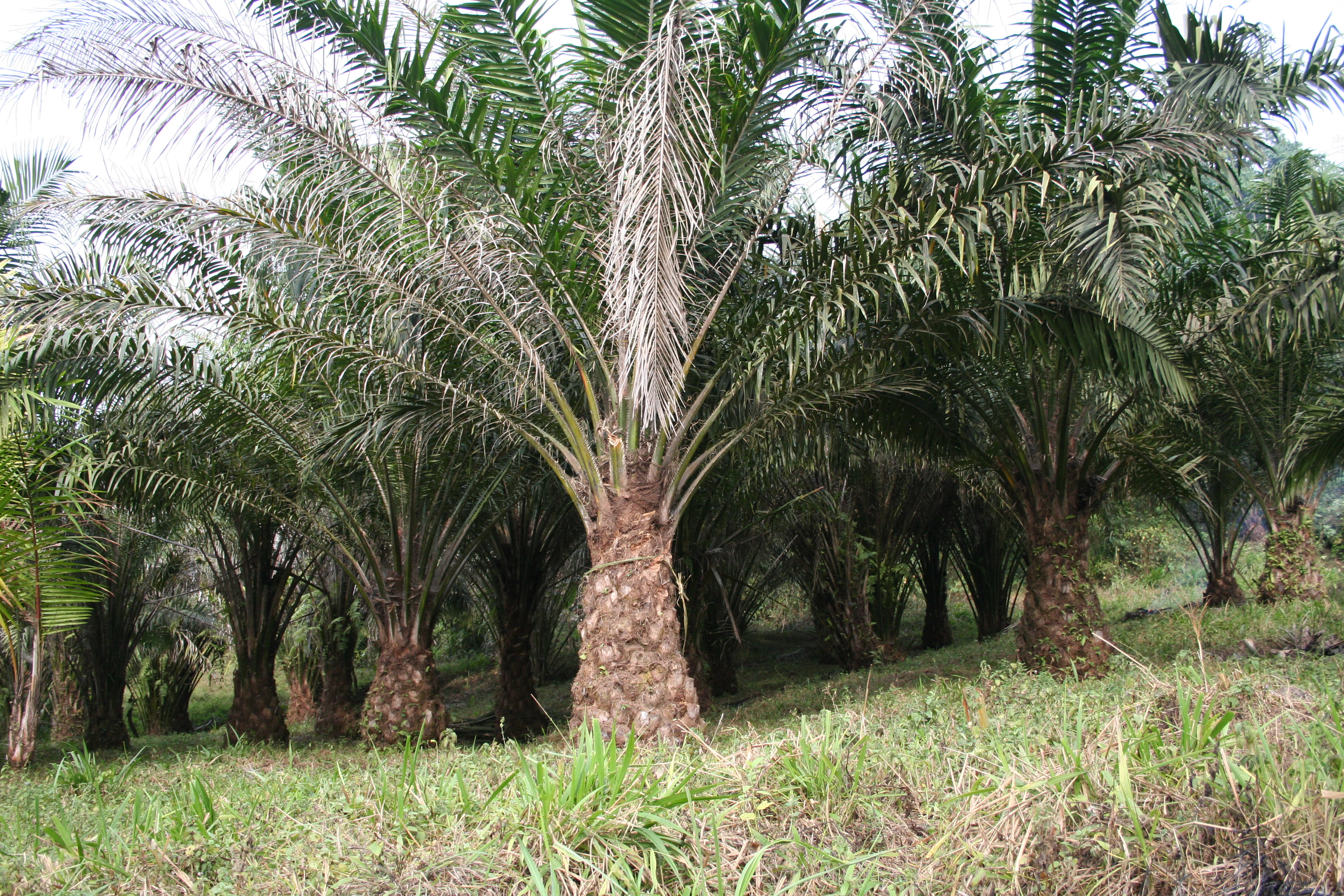
Знадобилося 10 років і 50 вчених з усього світу, щоб секвенувати геном Elaeis guineensis (олійної пальми). Цей геном було особливо важко секвенувати, оскільки він мав багато повторюваних послідовностей, які важко упорядквати.

Методи секвенування ДНК, які використовувалися в 1970-х і 1980-х роках, були ручними; наприклад, такі методи як секвенування Максама–Гілберта та секвенування Сенгера. Кілька цілих геномів бактеріофагів і вірусів тварин були секвеновані за допомогою цих методів, але перехід до більш швидких, автоматизованих методів секвенування в 1990-х роках полегшив секвенування більших бактеріальних і еукаріотичних геномів.
Першим вірусом, з повністю секвенованим геном, був бактеріофаг MS2 у 1976 році. У 1992 році хромосома III була першою хромосомою будь-якого організму, яка була повністю секвенована. Першим організмом, чий геном був повністю секвенований, був Haemophilus influenzae у 1995 році. Після цього вперше були секвеновані геноми інших бактерій і деяких архей, головним чином через їх малий розмір геному. Наприклад, H. influenzae має геном лише з 1 830 140 пар основ ДНК. Навпаки, еукаріоти, як одноклітинні, так і багатоклітинні, такі як Amoeba dubia та люди (Homo sapiens) відповідно, мають набагато більші геноми (див. Парадокс C-значення). Amoeba dubia має геном із 700 мільярдів пар нуклеотидів, розподілених по тисячах хромосом. Людина ж містить менше пар нуклеотидів (приблизно 3,2 мільярда в кожній клітині), однак розмір їх геному значно перевищує розмір геному окремих бактерій.
Перші бактеріальні та архейні геноми, включно з геномом H. influenzae, були секвеновані методом секвенування Shotgun. У 1996 році було секвеновано перший еукаріотичний геном пивних дріждів (Saccharomyces cerevisiae). Також, S. cerevisiae, який визначено як модельний організм у біології, має геном лише з 12 мільйонів пар нуклеотидів, , був першим одноклітинним еукаріотом, у якого повністю секвенували геном. Першим багатоклітинним еукаріотом і твариною, чий геном був секвенований, був нематодний черв'як: Caenorhabditis elegans у 1998 році. Еукаріотичні геноми секвенуються декількома методами, включаючи секвенування коротких фрагментів ДНК за допомогою методу секвенування «постріл рушниці» та секвенування більших клонів ДНК з бібліотек ДНК, таких як бактеріальні штучні хромосоми (BAC) і дріжджових штучних хромосом (YAC).
У 1999 році була опублікована повна послідовність ДНК 22-ї хромосоми людини, другої найкоротшої аутосоми людини. До 2000 року було секвеновано геном другої тварини та другого безхребетного (але першої комахи) — плодової мушки Drosophila melanogaster — популярного вибору модельного організму в експериментальних дослідженнях. Перший геном рослини — модельного організму Arabidopsis thaliana — також був повністю секвенований до 2000 року. Геном лабораторної миші Mus musculus був завершений у 2002 році.
У 2004 році Human Genome Project опублікував неповну версію геному людини. У 2008 році група з Лейдена, Нідерланди, повідомила про секвенування геному першої жінки (Марджолейн Крік).
На даний момент тисячі геномів повністю або частково секвеновані.

## Експериментальні подробиці

### Клітини, які використовуються для секвенування
Майже будь-який біологічний зразок, що містить повну копію ДНК, або дуже невелику кількість ДНК або стародавньої ДНК — може надати генетичний матеріал, необхідний для секвенування геному. Зразками можуть бути: слина, епітеліальні клітини, кістковий мозок, волосся (за умови, що волосся містить волосяний фолікул), насіння, листя рослин або будь-що інше, що містить ті клітини, які містять ДНК.
Геном однієї клітини, вибраної із популяції генетично різних клітин, може бути визначена за допомогою методів секвенування геному однієї клітини. Це має застосування в мікробіології у випадках, коли одну клітину певного виду мікроорганізму можна виділити із популяції за допомогою мікроскопії на основі її морфологічних або інших відмінних характеристик. У таких випадках зазвичай необхідні етапи ізоляції та вирощування організму в культурі можуть бути опущені, що дозволяє секвенувати набагато більший спектр геномів організму.
Секвенування генома однієї клітини випробовується як метод передімплантаційної генетичної діагностики, коли клітина ембріона, створеного шляхом штучного запліднення, береться та аналізується перед перенесенням ембріона в матку. Після імплантації безклітинну фетальну ДНК можна взяти простою венепункцією у матері та використати для секвенування повного генома плоду.

### Ранні технології

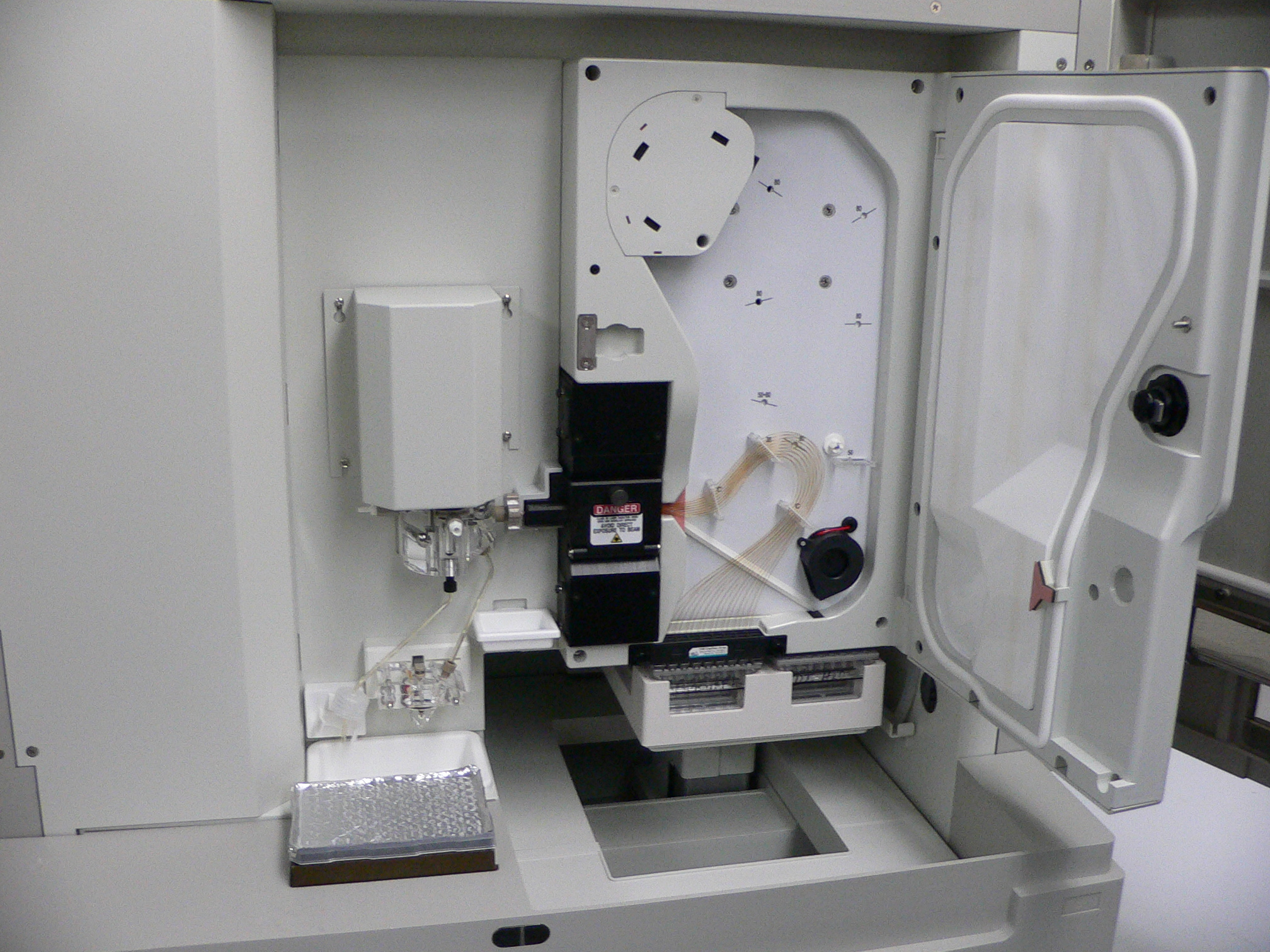
Генетичний аналізатор ABI PRISM 3100. Такі капілярні секвенатори автоматизували перші спроби секвенування геномів.

Секвенування майже всього геному людини було вперше виконано в 2000 році частково за допомогою технології метод секвенування «постріл рушницею» У той час як повне геномне секвенування для невеликих (4000–7000 пар основ) геномів уже використовувалося в 1979 році, більш широке застосування виграло від попарного кінцевого секвенування, відомого в розмовній мові як двоствольне секвенування. Коли проекти секвенування почали охоплювати довші та складніші геноми, багато груп почали усвідомлювати, що корисну інформацію можна отримати шляхом секвенування обох кінців фрагмента ДНК. Хоча секвенування обох кінців одного фрагмента та відстеження парних даних було більш громіздким, ніж секвенування одного кінця двох різних фрагментів, знання того, що дві послідовності були орієнтовані в протилежних напрямках і були приблизно довжиною фрагмента окремо від кожного інше було цінним у реконструкції послідовності оригінального цільового фрагмента.
Перший опублікований опис використання ланцюжків був опублікований в 1990 році в рамках секвенування локусу HPRT у людини. Перший теоретичний опис стратегії чистого попарного секвенування ланцюжків, що передбачає використання фрагментів постійної довжини, було опубліковано в 1991 році.У 1995 році було введено нововведення у вигляді використання фрагментів різного розміру, яке продемонструвало, що стратегія чистого попарного секвенування ланцюжків може бути реалізована на великих об'єктах. Згодом ця стратегія була прийнята Інститутом геномних досліджень (англ. The Institute for Genomic Research TIGR) для секвенування всього геному бактерії Haemophilus influenzae у 1995 році, а потім компанією Celera Genomics для секвенування всього геному плодової мушки в 2000 році, а потім і всього геному людини. Компанія Applied Biosystems, яка тепер називається Life Technologies, виготовила автоматизовані Капілярні секвенсори, що використовуються як Celera Genomics, так і проектом «Геном людини».

### Сучасні методики
Хоча капілярне секвенування було першим підходом до успішного секвенування майже повного геному людини, воно до цього часу все ще занадто дороге та займає надто багато часу для цілей широкого застосування. З 2005 року капілярне секвенування поступово витісняється Масово-паралельним секвенуванням (раніше відомим під назвою «секвенування наступного покоління» «next-generation sequencing») та новітніми технологіями секвенування, такими як Метод Illumina/Solexa, піросеквенування та секвенування SMRT. Усі ці технології продовжують використовувати базову стратегію секвенування  «постріл рушницею», а саме розпаралелювання процесу та створення шаблонів розпізнавання за допомогою фрагментації геному.
З'явилися також інші технології, зокрема технологія нанопор. Хоча точність секвенування технології нанопор нижча, ніж у наведених вище технологіях, її довжина зчитування в середньому набагато довша. Ця генерація довгих зчитувань є цінною особливістю технології, особливо в програмах секвенування всього генома заново.

### Аналіз
Повне секвенування генома (анг. Whole genome sequencing, або WGS) — це процес одноразового визначення всієї або майже всієї послідовності ДНК геному організму. Він передбачає секвенування всієї хромосомної ДНК організму, а також ДНК, що міститься в мітохондріях, а для рослин також у хлоропласті.
Оскільки процес секвенування генерує багато даних (наприклад, у кожному диплоїдному геномі людини є приблизно шість мільярдів пар основ), його результати зберігаються в електронному вигляді та потребують великої обчислювальної потужності для аналізу та пам'яті для зберігання.
Хоча аналіз даних повного геномного секвенування може бути повільним, цей крок можна пришвидшити за допомогою спеціального обладнання.

## Комерціалізація

Загальна вартість секвенування повного геному людини, розрахована NHGRI

Низка державних і приватних компаній змагаються за розробку платформи секвенування геному, яка є комерційно надійною як для досліджень, так і для клінічного використання, включаючи такі компанії як Illumina, Knome, Sequenom, 454 Life Sciences, Pacific Biosciences, Complete Genomics, Helicos Biosciences, GE Global Research (General Electric), Affymetrix, IBM, Intelligent Bio-Systems, Life Technologies, Oxford Nanopore Technologies, та Пекінський інститут геноміки. Ці компанії та установи значною мірою фінансуються та підтримуються венчурним капіталом, хедж-фондами та інвестиційними банками.
До кінця 2010-х років комерційна цільова вартість секвенування становила 1000 доларів США. США, однак приватні компанії працюють над досягненням нової цілі лише в 100 дол.

### Стимул
У жовтні 2006 року Фонд X Prize, який співпрацює з Науковим фондом Дж. Крейга Вентера, заснував Archon X Prize for Genomics маючи намір присудити 10 мільйонів доларів «першій команді, яка зможе створити пристрій і використати його для секвенування 100 геномів людини протягом 10 днів або менше з точністю не більше однієї помилки на кожні 1 000 000 секвенованих основ, причому послідовності точно охоплюють щонайменше 98 % геному, і з постійною вартістю не більше 1000 доларів США за геном». Премія Archon X У жовтні 2006 року Фонд X Prize, який співпрацює з Науковим фондом Дж. Крейга Вентера, заснував Archon X Prize for Genomics маючи намір присудити 10 мільйонів доларів «першій команді, яка зможе створити пристрій і використати його для секвенування 100 геномів людини протягом 10 днів або менше з точністю не більше однієї помилки на кожні 1 000 000 секвенованих основ, причому послідовності точно охоплюють щонайменше 98 % геному, і з постійною вартістю не більше 1000 доларів США за геном». Prize з геноміки була скасована в 2013 році, до офіційної дати її початку.

### Історія
У 2007 році Applied Biosystems почала продавати новий тип секвенсора під назвою SOLiD System. Технологія дозволяла користувачам секвенувати 60 гігаоснов за один запуск.
У червні 2009 року компанія Illumina оголосила про запуск власної програми Personal Full Genome Sequencing Service на глибину 30× за 48 000 доларів США за геном. У серпні засновник Helicos Biosciences Стівен Куейк заявив, що за допомогою Single Molecule Sequencer своєї компанії він секвенував власний геном повністю менш ніж за 50 000 доларів. У листопаді Complete Genomics опублікувала рецензовану статтю в Science, демонструючи свою здатність секвенувати повний геном людини за 1700 доларів.
У травні 2011 року Illumina знизила вартість послуги повного секвенування геному до 5000 доларів США за геном людини або 4000 доларів США за замовлення 50 і більше проектів. Helicos Biosciences, Pacific Biosciences, Complete Genomics, Illumina, Sequenom, ION Torrent Systems, Halcyon Molecular, NABsys, IBM і GE Global, схоже, ведуть боротьбу за комерціалізацію повного секвенування геному.
Зі зниженням витрат на секвенування ряд компаній почали стверджувати, що їхнє обладнання незабаром досягне генома в 1000 доларів США: У 2015 році NHGRI оцінив вартість отримання послідовності всього генома людини приблизно в 1500 доларів. У 2016 році Veritas Genetics почала продавати таку послугу як повне секвенування геному для широкого загалу, включаючи звіт про частину інформації в секвенуванні за 999 доларів. Влітку 2019 року Veritas Genetics знизила вартість послуги до 599 доларів. У 2017 році BGI почала пропонувати таку послугу як повне секвенування геному для широкого загалу за 600 доларів.
Однак у 2015 році деякі аналітики зауважили, що ефективне визначення та аналіз повністю секвенованого генома може коштувати значно більше ніж 1000 доларів. Крім того, як повідомляється, залишаються частини геному людини, які не були повністю секвеновані до 2017 року.

## Порівняння з іншими технологіями

### Мікрочипи ДНК
Технологія повного секвенування генома надає інформацію про геном в об'ємі пам'яті на порядки більшу, ніж попередня технологія використання мікрочипів ДНК.
Для людей, технологія мікрочипів ДНК наразі надає генотипову інформацію до одного мільйона генетичних варіантів, тоді як технологія повного секвенування геному надає інформацію про всі шість мільярдів основ у геномі людини, або це в 3000 разів більше даних. Через це повне секвенування геному вважається революційним нововведенням на ринку мікрочипів ДНК, оскільки точність обох коливається від 99,98 % до 99,999 % (у неповторюваних областях ДНК), а вартість витратних матеріалів у 5000 доларів США за 6 мільярдів пар основ є конкурентоспроможною. в порівнянні з мікрочипами ДНК (500 доларів США за 1 мільйон пар основ).

## Застосування та примінення

### Частоти мутацій
Повне секвенування геному дало змогу встановити частоту мутацій для цілих геномів людини. Частота мутацій у всьому геномі між поколіннями людини (від батьків до дитини) становить близько 70 нових мутацій на покоління. Ще нижчий рівень варіації (тобто, мутацій) було виявлено при порівняльному секвенуванні геному з клітинах крові пари монозиготних (ідентичних близнюків) 100-річних довгожителів. Було виявлено лише 8 соматичних відмінностей, хоча соматичні варіації, що відбуваються в менш ніж 20 % клітин крові, не могли бути виявлені.
За деякими оцінками, у ділянках генома людини, що кодують білок, існує приблизно 0,35 мутації, які можуть змінити послідовність білка між поколіннями батьків/нащадків (менше одного мутованого білка на покоління).
В ракових клітинах частота мутацій набагато вища через нестабільність геному. Ця частота також може залежати від віку пацієнта, впливу агентів, що пошкоджують ДНК (таких як УФ-опромінення або компоненти тютюнового диму), і активності/неактивності механізмів відновлення ДНК. Крім того, частота мутацій може відрізнятися для ракових клітин: у клітинах зародкової лінії частота мутацій становить приблизно 0,023 мутації на мегаоснови, але ця кількість набагато вища при раку молочної залози (1,18-1,66 соматичних мутацій на Mb), при раку легенів (17,7) або при меланомах (≈33). Оскільки гаплоїдний геном людини складається приблизно з 3200 мегаоснов, це означає приблизно 74 мутації (переважно в некодуючих ділянках) у зародковій ДНК за покоління, але 3776-5312 соматичних мутацій на гаплоїдний геном при раку молочної залози, 56 640 при раку легенів і 105 600 у меланомах.
Розподіл соматичних мутацій у геномі людини дуже нерівномірний, так що багаті на гени ділянки ранньої реплікації отримують менше мутацій, ніж гетерохроматин із бідним геном і пізньою реплікацією, ймовірно, через диференціальну активність відновлення ДНК. Зокрема, модифікація гістону H3K9me3 асоціюється з високою, а H3K36me3 з низькою частотою мутацій.

### Genome-Wide Association Study
У дослідженнях повногеномне секвенування можна використовувати в дослідженні загальногеномної асоціації (англ. Genome-Wide Association Study, GWAS) — проекті, спрямованому на визначення генетичного варіанту або варіантів, пов'язаних із захворюванням або іншим фенотипом.

### Діагностичне використання
У 2009 році Illumina випустила свої перші секвенатори повного генома, які були випробувані для клінічного використання, а не лише для використання в дослідженнях, і лікарі в академічних медичних центрах почали використовувати їх, щоб спробувати діагностувати, що не так з людьми, яким стандартні підходи не допомагали. У 2009 році команда зі Стенфорда під керівництвом Юана Ешлі виконала клінічну інтерпретацію повного геному людини, біоінженера Стівена Куейка. У 2010 році команда Ешлі повідомила про молекулярний розтин цілого генома, а в 2011 році розширила структуру інтерпретації до повністю секвенованої сім'ї, сім'ї Вест, яка була першою сім'єю, яку секвенували на платформі Illumina. Ціна секвенування геному на той час становила 19 500 доларів доларів США, які виставлялися пацієнту як оплата за медичні послуги, але зазвичай оплачувалися за рахунок гранту на дослідження. Варто відзначити, що одна особа в той час подала заявку на відшкодування від своєї страхової компанії.
Наприклад, одній дитині знадобилося близько 100 операцій, коли їй виповнилося три роки, і її лікар звернувся до секвенування всього геному, щоб визначити проблему; для виявлення рідкісної мутації в XIAP, яка спричиняла масові проблеми, знадобилася команда з приблизно 30 осіб, до складу якої входили 12 експертів з біоінформатики, три спеціалісти з секвенування, п'ять лікарів, два генетичних консультанта та два фахівці з етики.
Завдяки нещодавньому зниженню вартості повного секвенування генома застосування цього методу діагностики ДНК в лікуванні стало реалістичним. У 2013 році консорціум 3Gb-TEST отримав фінансування від Європейського Союзу для підготовки системи охорони здоров'я до цих інновацій у ДНК-діагностиці. Згідно з вимогами, мають існувати такі настанови для впровадження: оцінка якості, оцінка технологій охорони здоров'я та керівні принципи. Консорціум 3Gb-TEST визначив аналіз та інтерпретацію даних після секвенування як найскладніший крок у діагностичному процесі. На зустрічі Консорціуму в Афінах у вересні 2014 року Консорціум винайшов слово генотрансляція для цього важливого кроку. Цей крок веде до так званого генорепорту. А щоб визначити примінення таких звітів генорепорту, необхідні рекомендації.
Була також організована Genomes2People (G2P), ініціатива Brigham and Women's Hospital і Гарвардської медичної школи. Вона створена в 2011 році для вивчення інтеграції геномного секвенування в клінічну допомогу дорослим і дітям.
У 2018 році дослідники з Інституту геномної медицини дитячої лікарні Рейді в Сан-Дієго визначили, що швидке повне секвенування геному (англ. rapid whole-genome sequencing, rWGS) може вчасно діагностувати генетичні розлади, щоб замінити гостру медичну або хірургічну терапію і покращити результати у гострохворих немовлят. У ретроспективному дослідженні гострохворих немовлят в обласній дитячій лікарні з липня 2016 року по березень 2017 року сорок дві сім'ї отримали rWGS для етіологічної діагностики генетичних розладів. Діагностична чутливість rWGS становила 43 % (вісімнадцять із 42 немовлят) і 10 % (четверо з 42 немовлят) для стандартних генетичних тестів (P = 0,0005). Показник клінічної користі rWGS (31 %, тринадцять із 42 немовлят) був значно вищим, ніж для стандартних генетичних тестів (2 %, один із 42; P = 0,0015). Одинадцять (26 %) немовлят з діагностичним rWGS уникли захворювання, у одного було зниження ймовірності смерті на 43 %, а одне розпочало паліативну допомогу. У шести з одинадцяти немовлят зміни в керівництві по догляду зменшили вартість стаціонарного лікування на 800 000-2 000 000 доларів США. Результати повторили попереднє дослідження клінічної користі rWGS у гострохворих стаціонарних немовлят і продемонстрували покращення результатів, чисту економію на охороні здоров'я.
У 2018 році огляд 36 публікацій показав, що вартість повного секвенування генома коливається від 1906 доларів США. доларів США до 24 810 доларів США США і має широкий діапазон у діагностичній ефективності від 17 % до 73 % залежно від групи пацієнтів.

### Дослідження рідкісних варіантів
Дослідження повного секвенування генома дають змогу оцінити зв'язки між складними ознаками та кодуючими та некодуючими рідкісними варіантами (частота малої алелі (англ. minor allele frequency, MAF) < 1 %) у всьому геномі. Одноваріантний аналіз (тобто аналіз, спрямований лише на 1 можливий варіант) зазвичай має низьку результативність для виявлення зв'язків з іншими рідкісними варіантами для визначення всієї множини варіантів, які кодують саме це захворювання. Тому були запропоновані тести набору варіантів для спільного тестування кумулятивних ефектів кількох рідкісних варіантів.
Метааналіз повного секвенування генома виглядає привабливо для вирішення проблеми збору великих розмірів вибірки з метою виявлення рідкісних варіантів, пов'язаних зі складними фенотипами.

### Онкологія
Повне секвенування геному надає великий набір викликів, з якими стикається наукове співтовариство, для аналізу, кількісного визначення та охарактеризування циркулюючої пухлинни ДНК (ctDNA) у крові. Це служить основою для ранньої діагностики раку, вибору лікування та моніторингу рецидивів, а також для визначення механізмів резистентності, метастазування та філогенетичних моделей в еволюції раку. Це також може допомогти у виборі індивідуальних методів лікування для пацієнтів, які страждають на цю патологію, і спостерігати за тим, як існуючі препарати діють під час прогресування лікування.

### Скринінг новонароджених
У 2013 році Грін і команда дослідників запустили проект BabySeq для вивчення етичних і медичних наслідків секвенування ДНК новонароджених. Станом на 2015 рік обговорювалося повногеномне та екзомне секвенування як інструмент скринінгу новонароджених, і у 2021 році воно було додатково обговорене.
У 2021 році фонд NIH профінансував BabySeq2, дослідження, яке розширило проект BabySeq, залучивши 500 немовлят з різних сімей і відстежуючи вплив їхнього геномного секвенування на педіатричну допомогу.
У 2023 році журнал the Lancet висловив думку, що у Великобританії «фокусування на покращенні скринінгу шляхом оновлення цільових генів може бути більш розумним у короткостроковій перспективі. Секвенування всього генома в довгостроковій перспективі заслуговує ретельного вивчення та загальної обережності».

## Етичні проблеми
Запровадження повного секвенування геному може мати етичні наслідки. З одного боку, генетичне тестування може потенційно діагностувати хвороби, яким можна запобігти, як у особи, яка проходить генетичне тестування, так і в її родичів. З іншого боку, генетичне тестування має потенційні недоліки, такі як генетична дискримінація, втрата анонімності та психологічний вплив, наприклад виявлення відсутності батьківства у чоловіків, які виховують дітей.
Деякі поборники етики наполягають на тому, що конфіденційність осіб, які проходять генетичне тестування, має бути захищена, і це викликає особливе занепокоєння, коли генетичне тестування проходять неповнолітні. Генеральний директор Illumina, Джей Флетлі, заявив у лютому 2009 року, що «до 2019 року редагування генів немовлят під час їх народження стане рутиною». Це потенційне використання механізму секвенування генома є дуже суперечливим, оскільки воно протирічить встановленим етичним нормам прогностичного генетичного тестування безсимптомних неповнолітніх, які добре закріплені в галузі медичної генетики та генетичного консультування.
Коли людина проходить повне секвенування геному, вона розкриває інформацію не лише про свої власні послідовності ДНК, але й про ймовірні послідовності ДНК своїх близьких генетичних родичів. Ця інформація може додатково розкрити корисну прогнозну інформацію про теперішні та майбутні ризики для здоров'я родичів. Отже, виникають важливі питання про те, які права, якщо такі є, мають члени сім'ї осіб, які генетично тестуються. У західному/європейському суспільстві тестованих осіб зазвичай заохочують ділитися важливою інформацією про будь-які генетичні діагнози зі своїми близькими родичами, оскільки важливість генетичного діагнозу для нащадків та інших близьких родичів зазвичай є однією з причин звернення для генетичного тестуванням у першу чергу. Тим не менш, може розвинутися серйозна етична дилема, коли пацієнти відмовляються ділитися інформацією про діагноз, який свідчить про серйозний генетичний розлад і якому можна запобігти, та про існування високого ризику для родичів щодо цього діагнозу і які є носіями чи можуть бути носіями такої ж мутації. За таких обставин клініцист може підозрювати, що родичі воліють знати про діагноз, і, отже, клініцист може зіткнутися з конфліктом інтересів щодо конфіденційності між пацієнтом і лікарем.
Занепокоєння щодо конфіденційності також може виникнути, коли повне секвенування геному використовується в наукових дослідженнях. Дослідникам часто доводиться поміщати інформацію про генотипи та фенотипи пацієнтів у загальнодоступні наукові бази даних, такі як бази даних щодо локусів. Незважаючи на те, що лише анонімні дані про пацієнтів надсилаються до баз даних для специфічних локусів, родичі все одно можуть ідентифікувати пацієнтів у разі виявлення рідкісної хвороби або рідкісної місенс-мутації. Також, публічна дискусія щодо запровадження передових криміналістичних методів (таких як просунутий пошук сім'ї з використанням загальнодоступних вебсайтів походження ДНК та підходи до фенотипування ДНК) була обмеженою, розрізненою та нецілеспрямованою. У міру того, як судово-медична генетика зближується до секвенування геному, проблеми, пов'язані з генетичними даними, стають все більш пов'язаними, і може знадобитися встановити додатковий правовий захист.

## Публічні геноми людини

### Перші люди з публічними геномами
Перші майже повні секвеновані геноми людини були проведені для двох американців переважно північно-західного європейського походження в 2007 році (Дж. Крейг Вентер із 7,5-кратним охопленням, і Джеймс Ватсон із 7,4-кратним охопленням). У 2008 році було проведено секвенування анонімного китайця хань (із 36 кратним охопленням), чоловіка йоруба з Нігерії (із 30 кратним охопленням), жінки-генетика (Марджолейн Крік) з Нідерландів (у 7-8-кратному розмірі) та пацієнтці з лейкемією у віці 50 років (при 33- та 14-кратному охопленні для пухлинних і нормальних тканин). Стів Джобс був серед перших 20 людей, чий геном повністю секвенували, як повідомляється, ціною 100 000 доларів. Станом на червень 2012 було відкрито 69 майже повних геномів людини. У листопаді 2013 року іспанська родина оприлюднила свої особисті геномні дані за ліцензією Creative Commons у вільному доступі. Роботу очолював Мануель Корпас, а дані були отримані шляхом генетичного тестування в організаціях 23andMe та в Пекінському інституті геноміки. Вважається, що це перший такий набір даних публічних генетичних даних для всієї родини.

### Бази даних
Відповідно до журналу Science, основними базами даних повних геномів є:
| Біобанк                            | Кількість завершених повних секвенованих геномів | Інформація про впуск/доступ |
| ---------------------------------- | ------------------------------------------------ | --- |
| Біобанк Великобританії             | 200 000                                          | База даних стала доступною через веб-платформу в листопаді 2021 року, і це є найбільший загальнодоступний набір даних цілих геномів. Ще 300 000 геномів планується оприлюднити на початку 2023 року. |
| Trans-Omics для точної медицини    | 161 000                                          | Національний інститут охорони здоров'я США (NIH) вимагає згоди на конкретний проект |
| Програма «Мільйон ветеранів».      | 125 000                                          | Дослідники, які займаються питаннями ветеранів, отримають доступ у 2022 році |
| Genomics England's 100,000 Genomes | 120 000                                          | Дослідники повинні долучитися до співпраці |
| All of US                          | 90 000                                           | Національний інститут охорони здоров'я США (NIH) планує запустити на початку 2022 року |

## Геномне покриття
З точки зору охоплення генома та точності, повне секвенування генома можна класифікувати за одним із наступних:
- Чорнова послідовність нуклеотидів, що охоплює приблизно 90 % геному з точністю приблизно 99,9 %
- Завершена послідовність нуклеотидів, що охоплює понад 95 % геному з точністю приблизно 99,99 %

Надання справді високоякісної завершеної послідовності нуклеотидів за цим визначенням дуже дороге. Таким чином, більшість результатів «повного секвенування генома» людини є чорновими послідовностями (іноді вищої, а іноді нижчої точності, визначеної вище).